# Rhamnus petiolaris
Rhamnus petiolaris är en brakvedsväxtart som beskrevs av Pierre Edmond Boissier. Rhamnus petiolaris ingår i släktet getaplar, och familjen brakvedsväxter. Inga underarter finns listade i Catalogue of Life.